# Brisingr
Brisingr – trzeci tom czterotomowego cyklu Dziedzictwo Christophera Paoliniego. Poprzedzające tomy to Eragon i Najstarszy.
Cykl Dziedzictwo początkowo planowany był jako trylogia. Jednakże 30 października 2007 r. amerykańska prasa podała, że Paolini nie przewidział, że trzeci tom będzie aż tak obszerny i zdecydował się wydać jeszcze jeden tom. W USA oraz Wielkiej Brytanii książkę wydano 20 września 2008 r. Data wydania w Polsce to 14 listopada 2008 r. Przez pierwszy tydzień prawa do sprzedania książki zastrzegł sobie EMPiK, ale po 21 listopada można dostać je w każdej księgarni. Premiera czwartego tomu odbyła się 8 listopada 2011 w krajach anglojęzycznych (Polska: 9 listopada 2011).
Paolini, pytany dlaczego wybrał taki tytuł, odpowiedział: „Brisingr to pierwsze słowo, o którym pomyślałem wymyślając tytuł, i zawsze wydawało mi się ono doskonałe”. „Brisingr”, w pradawnej mowie oznaczające „ogień”, używane było do przywoływania i kontrolowania ognia przez magów z cyklu Dziedzictwo.

## Fabuła
Eragon, Roran i Saphira podróżują do Helgrindu, mieszkania Ra'zaców, gdzie Katrina jest przetrzymywana. Przedostali się do góry, uratowali Katrinę i zabili jednego z Ra'zaców oraz obojga jego rodziców, ale potajemnie Eragon znajduje Sloana, ojca Katriny, który był torturowany; Eragon jednak nie jest w stanie go zabić. Powiedział Roranowi i Katrinie, że Sloan jest martwy i na Saphirze wysyła ich z powrotem do Vardenów, a sam pozostaje w Helgrindzie i zabija pozostałych Ra'zacków. Ostatni żyjący Ra'zac chciał zawrzeć pakt z Eragonem – Eragon zachowa go przy życiu, jeśli on powie mu o czymś w sekrecie. W ten sposób Jeździec dowiedział się, że Galbatorix prawie znalazł prawdziwe imię, lecz nie wyjawia, do czego bądź ono należy. Eragon odrzucił ofertę i zabił Ra'zaca. Później, chłopiec rozważa co zrobić ze Sloanem – zdrajcą, ale jednocześnie człowiekiem, którego znał całe życie. Przez przypadek odkrywa on prawdziwe imię Sloana, a tym samym zyskuje nad nim wielką władzę. Zamiast zabić Sloana za zdradę, Eragon, po konsultacji z królową Elfów – Islanzadi, postanawia zmusić rzeźnika do przysięgi w Pradawnej Mowie, która pozwoli mu dotrzeć do Ellesméry i za karę nigdy nie zobaczy ponownie Katriny. Jeśli rzeźnik pożałuje swoich czynów, elfy przywrócą mu wzrok, który stracił przez Ra'zaców.
Arya, poszła szukać Eragona i znajduje go w mieście Eastcroft. Razem z nim wraca na południe, gdzie Roran i mieszkańcy z Carvahall, którzy nie osiedlili się w Surdzie przystąpili do wojny.
Roran informuje Eragona, że razem z Katriną chcą się pobrać i że Katrina jest w ciąży. W dzień ślubu, mały oddział 300 żołnierzy Imperium, w tym Murtagh i Cierń, zaatakowali Vardenów. Ponownie, Murtagha trudno pokonać, gdyż ma on nieznane źródło nadprzyrodzonej energii, która go wspomaga, ale Eragon, Arya i dwanaście elfich magów mogą łączyć swoją siłę i w końcu udało im się pokonać Murtagha, który jednak zdołał uciec. Orrinowi, królowi Surdy i kawalerii, w międzyczasie udaje się zniszczyć armię przeciwnika, ale okazuje się, że żołnierze Imperium są odporni na ból i żyją nawet jeśli odniosą okrutne, śmiertelne rany. Tylko ścięcie głowy lub poważne uszkodzenie narządu może ich zatrzymać. Po bitwie, w której zwyciężyli Vardeni, Eragon udziela ślubu Roranowi i Katrinie.
Nasuada prosi Eragona żeby bez Saphiry wyruszył do Tronjheimu i wziął udział w wyborze nowego krasnoludzkiego króla jako członek Durgrimst Ingietum. Saphira pozostaje na miejscu, w razie gdyby Murtagh próbował zaatakować wojska Vardenów. Eragon spotyka się z Orikiem, nowym wodzem klanu Durgrimst Ingietum. Wkrótce potem dochodzi do zamachu na życie Eragona przez klan, który oświadczył, że Eragon i Saphira są ich wrogami. Dzięki Orikowi zostaje wygnany wódz wrogiego klanu, i dzięki temu Orik został wybrany na nowego króla. Saphira przylatuje do Tronjheimu, gdzie z Eragonem znów są razem.
Tymczasem Roran angażuje się w liczne ataki wojsk Vardenów na wrogich żołnierzy i pokazuje swoją odwagę i umiejętności. Jednakże jego zaangażowanie sprawiło, że został on przypisany pod inne dowództwo. Edric, jego nowy wódz prowadzi bitwy tak, że może zginąć wielu Vardenów co oznacza ich porażkę. Roran odmówił mu posłuszeństwa i sam wydał rozkazy. Żołnierze je wykonali zabijając przeciwników z łuków, a Roran sam zabił prawie dwustu ludzi, przechylając szalę zwycięstwa na stronę Vardenów, jednakże został on później ukarany za niesubordynację pięćdziesięcioma batami. Później, Nasuada przychodzi do niego, przepraszając za konieczność kary i informuje go, że Edric już nie przewodzi żadnej z grup, a Roran ma objąć dowództwo niewielkiej armii. Urgale, stanowili połowę danej pod dowództwo armii Rorana. Roran został wyzwany przez jednego z urgali na pojedynek, żeby pokazał swoją odwagę i prawo do przewodzenia wojsku. Mężczyzna wygrał z urgalem i reszta walczyła z nim podczas oblężenia Feinster.
W tym czasie Eragon i Saphira powrócili do Ellesméry aby sprawdzić, czy Oromis wie, dlaczego Galbatorix i Murtagh są tak silni. Podczas tej wizyty Eragon dowiaduje się, że Brom, jego dawny mentor, był kochankiem matki Eragona i jednocześnie jego prawdziwym ojcem. Następnego dnia, Eragon dowiaduje się, że źródłem mocy Galbatorixa jest wiele „serc serc” (Eldunari). Jest to serce smoka, organ, który zbiera energię z nieznanego zjawiska. Glaedr wyjaśnia, że Galbatorix kontroluje setki Eldunari, pochodzące ze smoków, które zabił podczas upadku, i one są źródłem mocy jego i Murtagha. Później Eragon znajduje pod drzewem Menoa rzadkie żelazo – jasnostal, którą wykorzystywano do wyrabiania mieczy Smoczych Jeźdźców. Dzięki starej elfce – Rhunön, Eragon dostaje nowy miecz, prawdziwy miecz Jeźdźca, nazwany „Brisingr” co w pradawnej mowie znaczy „ogień”. Z nieoczekiwanych powodów, gdy Eragon mówi „Brisingr” jego miecz staje w ogniu. Wkrótce potem Jeździec musi wracać do Nasaudy. Przed odlotem Glaedr daje swoje Eldunari Eragonowi i Saphirze. Następnie Eragon i Saphira dołączają do Vardenów. Znajdują Loranę, królową miasta Feinster, która jest zmuszona do posłuszeństwa Galbatorixowi. Prosi ona o pomoc Eragona i Aryę, aby zatrzymać magów Feinsteru zaczynających tworzyć nowego Cienia, który miał zasiać spustoszenie u Vardenów. Arya z pomocą Eragona zabija Cienia. Podczas oblężenia, serce Glaedra wysyła swoje doświadczenia Eragonowi: podczas walki Cierń i Murtagh za pośrednictwem Galbatorixa zabijają Oromisa i Glaedra, ale świadomość Glaedra trwa w jego Eldunari. Po bitwie, Eragon mówi Nasuadzie o istnieniu Eldunari, jak również o śmierci Oromisa. Eragonowi dodaje otuchy fakt, że Galbatorix ma słabość. Gdyby nie kontrolował on tylu Eldunari, miałby tyle samo siły, co zwykły Jeździec. Plan Vardenów to marsz do Belatony, a następnie do Dras-Leony i wreszcie do Uru'baenu żeby zabić Galbatorixa. Historia kończy się, gdy Eragon opisuje jak zagubiony czuje się po stracie opiekuna, ale zamierza wykorzystać słabość Galbatroixa w nadchodzących starciach.